# جيدون صندباك
جيدون صندباك (بالسويدية: Gideon Sundbäck)‏‏ (24 أبريل 1880 - 21 يونيو 1954) هو مهندسٌ كهربائي أمريكي من أصل سويدي. وعادة ما يرتبط اسمه بعمله في مجال تطوير الزمام منزلق.

## نشأته
ولد أوتو فريدريك جيدون صندباك في مزرعة سنوراب بمنطقة أوديستوجو باريش في بلدة جونكوبينج كاونتي، بمقاطعة سمالاند في السويد. وقد كان أبوه يدعى جوناس أوتو ماجنسون صندباك، والذي كان مزارعًا ناجحًا، وأمه تدعى كريستينا كارولينا كلاسدوتر. وبعد أن أتم صندباك دراسته في السويد، انتقل إلى ألمانيا حيث درس في معهد الفنون التطبيقية في مدينة بنجن آم راين. وفي عام 1903، أتم صندباك دراسة الهندسة. ثم هاجر في عام 1905 متجهًا إلى الولايات المتحدة.

### المسار الوظيفي
في عام 1905، بدأ جيدون صندباك العمل في شركة ويستينغهاوس إلكتريك والتصنيع في مدينة بيتسبرغ، بولاية بنسلفانيا. وفي عام 1906، التحق صندباك بالعمل في شركة يونيفرسال فاستنر في مدينة هوبوكن، بولاية نيوجيرسي. ثم في عام 1909، تزوج صندباك من إلفيرا أرونسن ابنة بيتر أرونسن، الذي كان مديرًا لأحد المصانع. وبعد ذلك، ترقى صندباك في العمل ليصبح مدير التصميم في شركة يونيفرسال فاستنر.
لقد خطا صندباك في مجال تطوير السوستة عدة خطوات في ما بين عامي 1906 و1914، بينما كان يعمل لدى شركة عرفت في ما بعد باسم Talon, Inc. وقد أضاف إلى تصميمات المهندسين الآخرين من أمثال إلياس هوي وماكس وولف وويتكومب جدسون. وقد كان مسؤولاً عن تحسين ما عرف باسم "Judson C-curity Fastener". وفي ذلك الوقت، كان منتج الشركة لا يزال قائمًا على المشابك ذات العيون. وقد طور صندباك إصدارًا محسنًا من C-curity، باسم "Plako"، ولكنها أيضًا كانت غالبًا ما تنفتح، ولم تحقق نجاحًا أكثر من الإصدارات السابقة. وأخيرًا قدم صندباك حلاً لتلك المشكلة في عام 1913، وذلك باختراع أول إصدار لا يعتمد على مبدأ المشابك ذات العيون، وقد كان ذلك «السوستة عديمة المشابك رقم 1». وقد زاد عدد عناصر الربط من أربعة لكل بوصة إلى عشرة أو أحد عشر. وتميز اختراعه بصفين من الأسنان مواجهين لبعضهما ويتم جذبهما في قطعة واحدة من خلال الجرار، كما زاد من حجم الفتحة الخاصة بالأسنان التي يوجهها الجرار.
في عام 1914، طوّر صندباك إصدارًا يعتمد على الأسنان المتشابكة، «السوستة عديمة المشابك رقم 2»، والتي كانت تمثل السوستة المعدنية الحديثة بجميع عناصرها الأساسية. وفي هذه السوستة، يتم ثقب كل سن بحيث يكون به نقرة في أسفله ونتوء أو بروز مخروطي في أعلاه. ويتعشق النتوء أعلى السن في النقرة المقابلة له أسفل السن التي تتبعه على الجانب الآخر حيث يتم جمع شريطي الأسنان معًا من خلال قناتي الجرار اللتين تتخذان شكل الحرف Y. ويتم تثبيت الأسنان بإحكام في رباط قوي من القماش والذي يمثل حرف حاشية شريط القماش الذي يربط السوستة بالثوب، وذلك بحيث تتم موازنة الأسنان على أحد الجانبين بمقدار نصف ارتفاع السن من تلك الأسنان الموجودة على شريط الجانب الآخر. ويتم تثبيتها بإحكام بالرباط والشريط الذين بمجرد تعشيقهما لا تكون هناك مساحة كافية للسماح بانحلالهما. فالسن لا يمكن أن ترتفع بعيدًا عن النتوء أسفلها بما يكفي لانفكاكها، كما أن النتوء أعلاها لا يمكن أن يسقط من النقرة في السن التي تعلوها. وقد تم إصدار براءة اختراع الولايات المتحدة رقم 1219881 «للسوستة القابلة للانفصال» في عام 1917.
يرجع استخدام الاسم «سوستة» إلى عام 1923 عن طريق شركة B.F. Goodrich التي استخدمت الأداة في أحذيتها الجديدة. وفي البداية، كانت الأحذية وأكياس التبغ تمثل الاستخدام الأساسي للسوستة، وقد استغرق الأمر عشرين عامًا أخرى حتى انتشرت في مجال الأزياء. وقد لاقت السوستة قبولاً واسعًا إبان الحرب العالمية الثانية في صناعة السراويل وفتحات التنورة والفساتين.

### احتفاظه بالمواطنة ووفاته
لقد صمم صندباك أيضًا آلة صناعة السحَاب الجديدة. وقد تم تأسيس شركة لايتنينج فاستنر كواحدة من أوائل مصنعي السحَاب في مدينة سانت كاثارينز، بولاية أنتاريو. وعلى الرغم من أن صندباك كان كثير التردد على المصنع الكندي باعتباره رئيس الشركة، فإنه قد أقام في مدينة ميدفيل، بولاية بنسلفانيا وظل مواطنًا أمريكيًا. وقد حصل صندباك على الميدالية الذهبية من الأكاديمية السويدية الملكية للعلوم الهندسية في عام 1951. وتوفي صندباك إثر إصابته بأزمة قلبية في عام 1954 ودفن في مقبرة جرندل في مدينة ميدفيل، بولاية بنسلفانيا. وفي عام 2006، تم تكريم جيدون بإدراجه في قائمة قاعة مشاهير المخترعين الوطنيين عرفانًا بإنجازاته في تطوير السحَاب.

## براءة اختراع
صور براءة اختراع صندباك في الولايات المتحدة (U.S. patent #1,219,881)، قدمت في عام 1914، وتم الموافقة عليها في 1917:

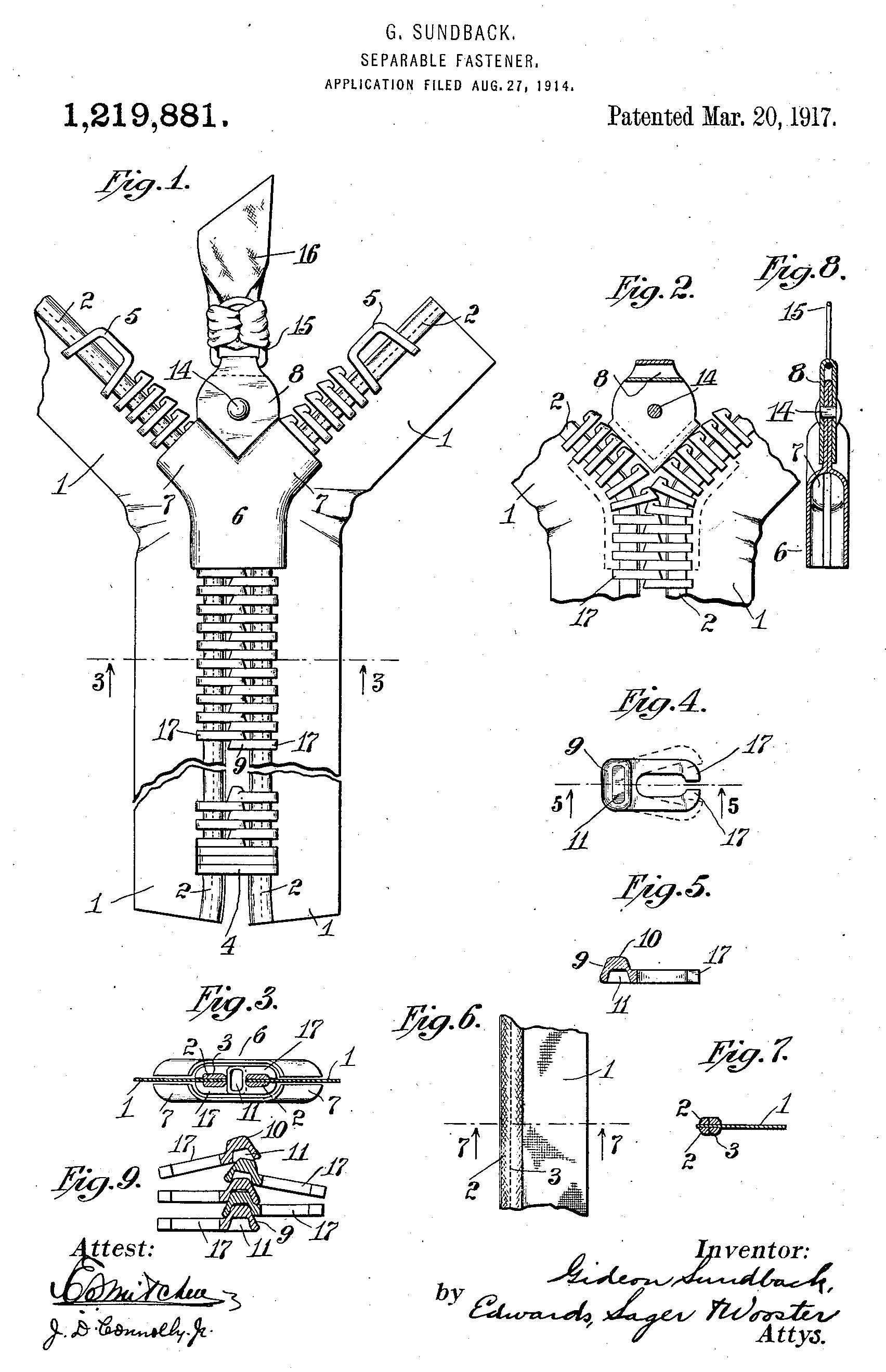
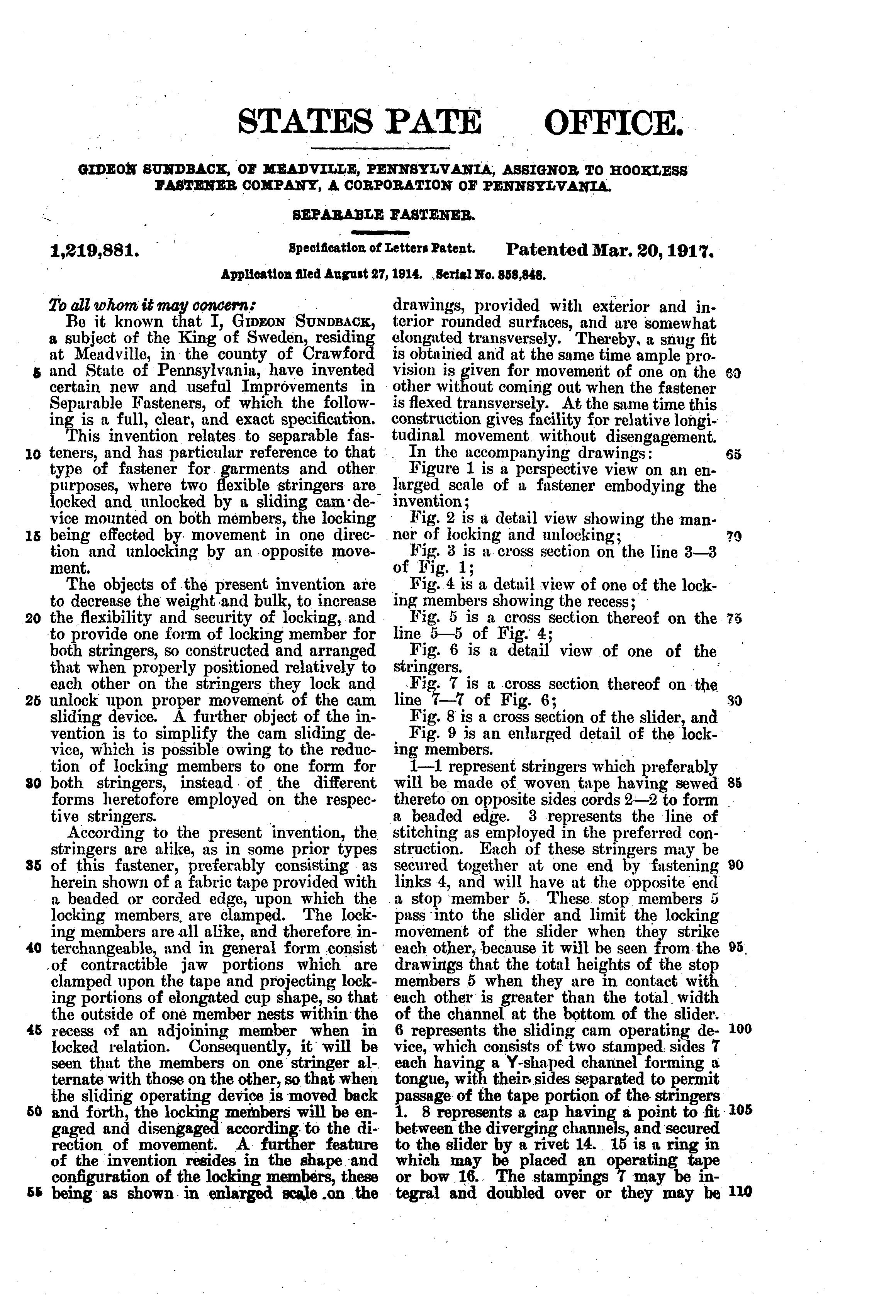
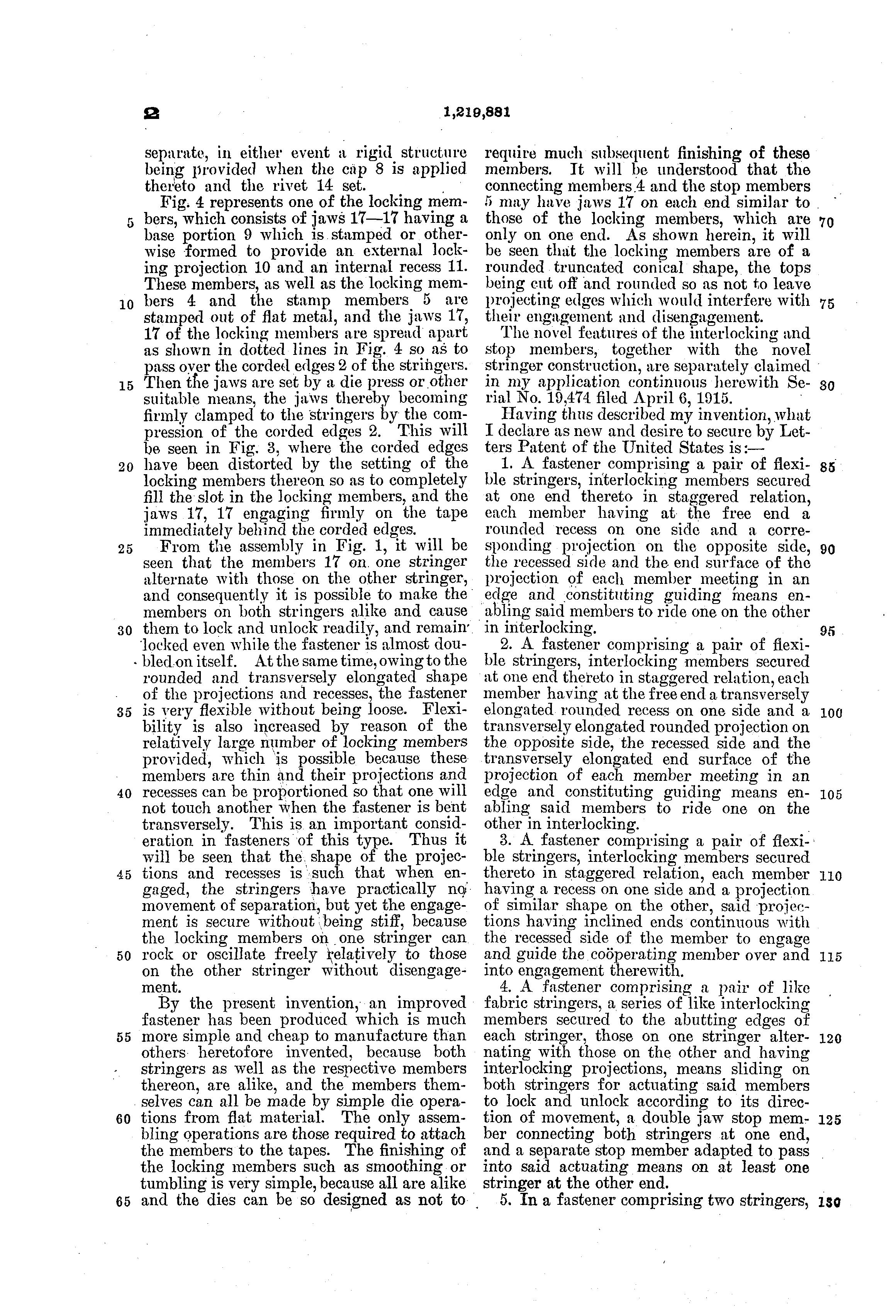
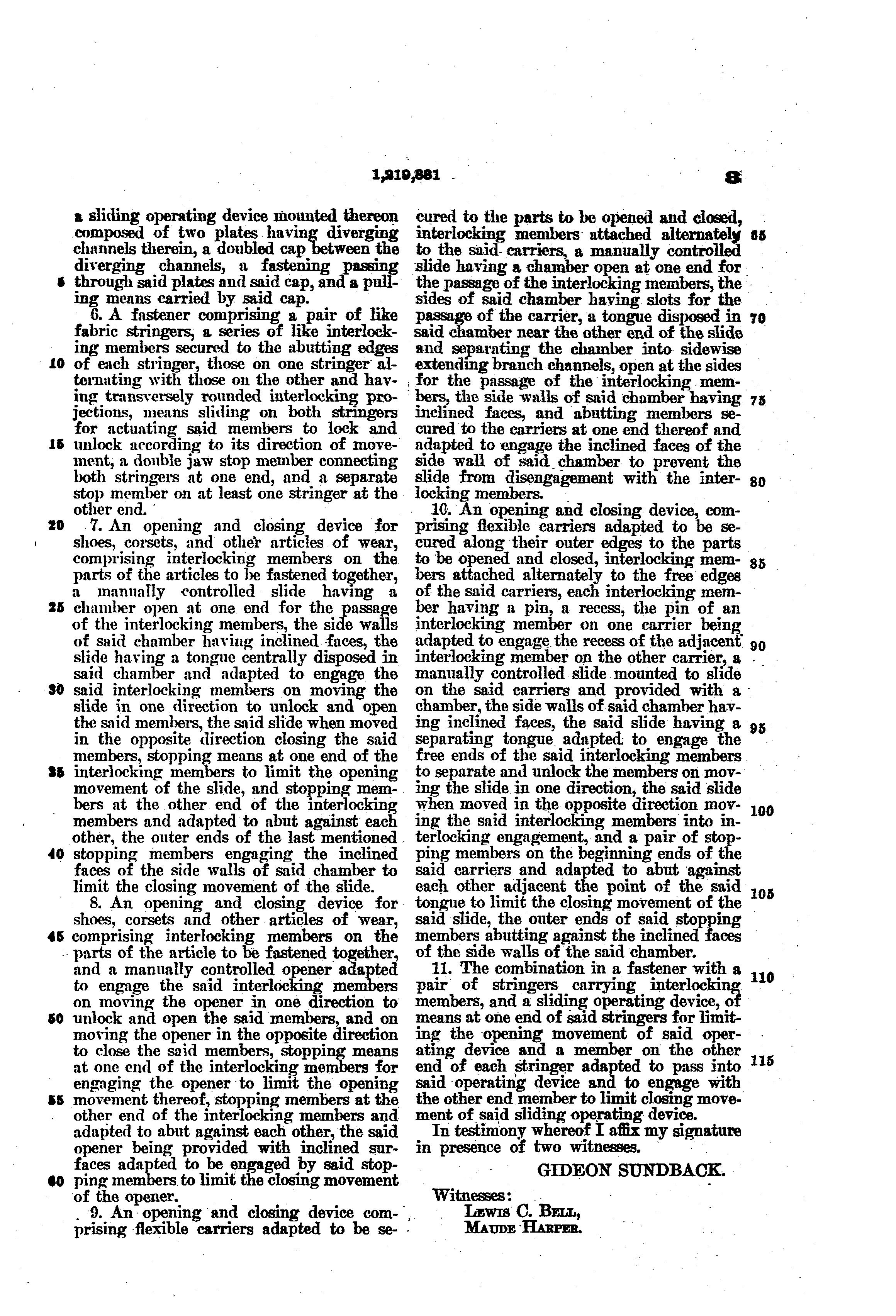
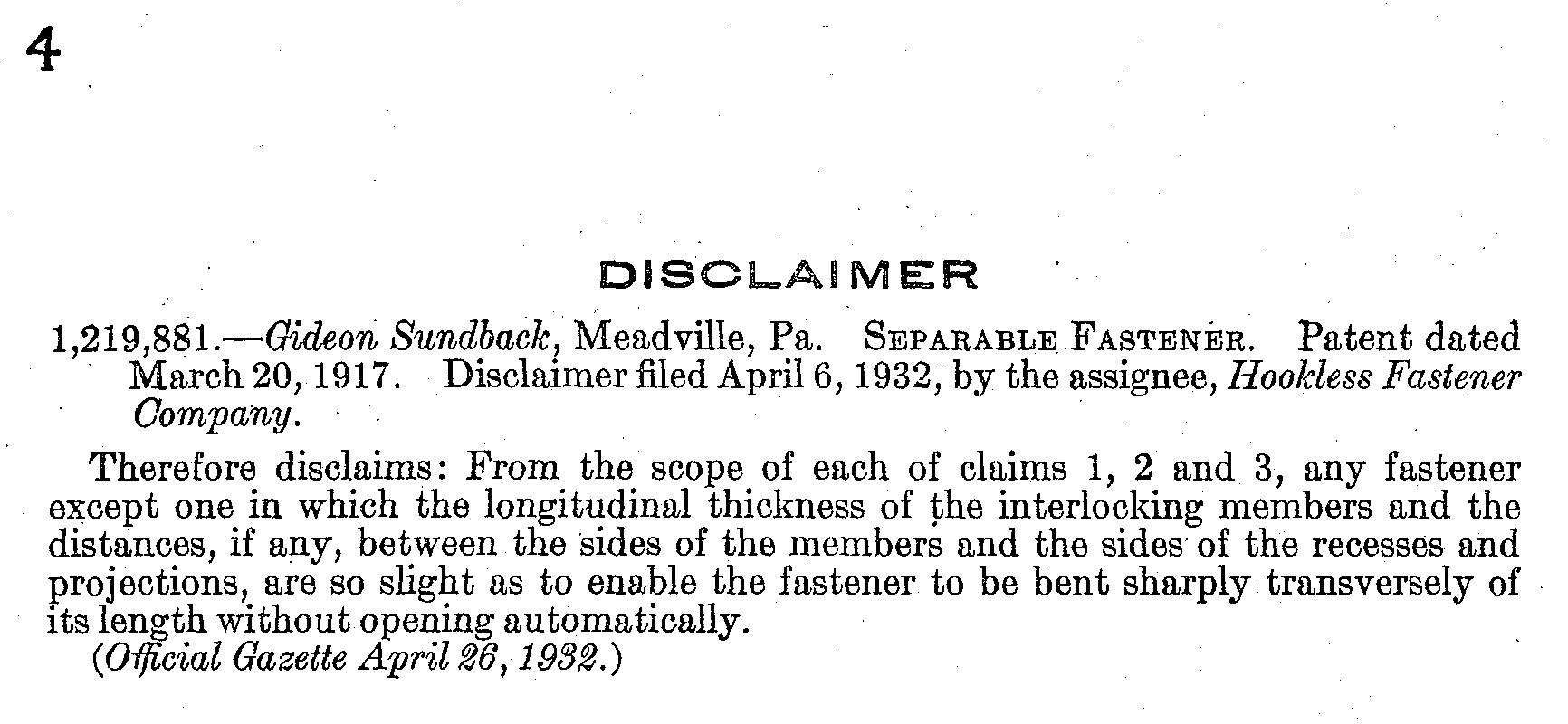